# Zajezda
 Zajezda  falu Horvátországban Krapina-Zagorje megyében. Közigazgatásilag Budinščinához tartozik.

## Fekvése
Krapinától 25 km-re keletre, községközpontjától 4 km-re északnyugatra a Horvát Zagorje területén, az Ivaneci-hegység délkeleti lejtőin  fekszik.

## Története
Zajezda középkori története szorosan kapcsolódik a tőle északra emelkedő Milen várának történetéhez. A vár feltehetően a 13. században épült, nevét valószínűleg építtetőjéről és első birtokosáról kapta, de gyakran nevezik Zajezda várának is „Mellen aliter Zajezda” alakban. A várat és uradalmát 1309-ben említik először, amikor Mikcs bán a Herkfy családnak adta. Zajezdának 1334-ben már állt plébániatemploma is, ekkor említi „ecclesia beatae virginis de Zaiezda” néven Ivan zágrábi főesperes a zágrábi káptalan statutumában. A Herkfy család 1536-ig volt a zajezdai uradalom tulajdonosa, ekkor Herkfy Katalin házassága révén részben Patacsich Miklósé lett. A Patacsich családot a vár és az uradalom birtokában 1555-ben Ferdinánd király is megerősítette. A vár állaga a 17. században annyira romlott, hogy 1683-ban már romosként említik. Helyette a család 1740 körül a vár közelében, az Ivánscsica-hegység egyik dombjának déli lejtőjén felépítette zajezdai kastélyát. A Patacsich család utolsó férfi tagja, Bertalan 1817-ben halt meg. Élete vége felé eladta Zajezdát néhány más kastélyával együtt, hogy egy alapítványt létesítsen a szegényebb jobbágyok megsegítésére.
Zajezda plébániatemplomát 1639-ben, majd 1677-ben említi az egyházlátogatás. Ekkor filiái "villa Gothallovecz, villa in Krapinicza, villa Truchak, villa Dolian, villa in Dernetich, villa in Budindol" voltak. Kegyurai nemcsak Milen várának, hanem Goralovec és Budinščina uradalmának birtokosai is voltak.
A településnek 1857-ben 422, 1910-ben 765 lakosa volt. Trianonig Varasd vármegye Zlatari járásához tartozott.
2001-ben 463 lakosa volt.

## Nevezetességei
- A Nagyboldogasszony tiszteletére szentelt plébániatemplomának[2] pontos építési ideje nem ismert, 1334-ben már állt. Ez azonban nem teljesen azonos a ma álló templommal. Valószínűleg a középkori templom alapfalai kerültek elő 1993-ban a temetőben a lourdes-i barlang alapozási munkálatai során. A ma is álló plébániatemplom legnagyobb része 1666-ban épült, 1894-ben megújították. Először 1708-ban bővítették, amikor a bejárati ajtó mellé a hajó északi részén előcsarnokot építettek. Ez az előcsarnok azonban 1725-ben már nem volt meg, valószínűleg lebontották és akkor emelték a ma is álló kőoszlopokat, az egyik oltárt és gyóntatószéket. A mai templom egyhajós, melyhez egy kisebb méretű szentély csatlakozik. A zömök harangtorony a szentély északi oldalán áll. A tulajdonképpeni főbejárat előtt egy barokk kápolna is áll. Ezt a hajó déli részéhez nyugatról építtette 1746-ban Patacsich Lajos, Verőce vármegye főispánja, császári tanácsos a család temetkezési helyéül. Az egész templomot kő kerítőfal övezi. Fennmaradt az eredeti homlokzati fal és a bejárat gótikus kőkerete. A templom orgonája 1922-ben Hefferer zágrábi műhelyében készült. A diadalív bal és jobb oldalán fennmaradt néhány freskó,  melyek a 16. századból származnak. Az oltárok a 19. század végén és a 20. század elején készültek. A sírboltban a Patacsich, a Mikulich, a Brucsich és más nemes családok tagjai nyugszanak.
- A temető területén álló lourdes-i barlangot 1993-1994-ben építették. 1994. július 24-én szentelte fel Franjo Kuharić zágrábi érsek.
- A plébániatemplomtól mintegy kétszáz méterre áll a Szent Borbála kápolna, melyet Ivan Fumić építtetett a Németországból történt visszatérése után a bányászok védőszentje tiszteletére. A kápolnát 2004. július 13-án Páduai Szent Antal ünnepén szentelték fel. A kápolna festése Ivica Pepelko, üvegablakai Nikolina Švedar munkái.

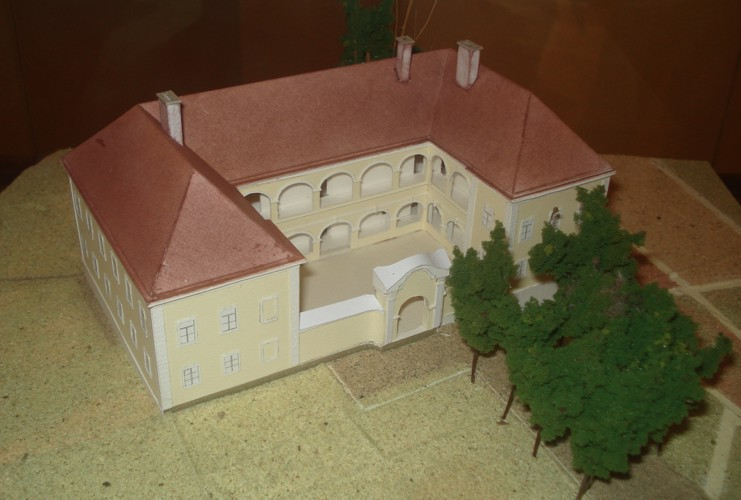
A Patacsich-kastély makettje

- A Patacsich család kastélya[3] valószínűleg 1740 körül épült, díszítései későbbről származnak. A stájer építész Johann Fuchs munkájának tartják. A kastély kétszintes barokk építmény, melynek három, árkádos szárnya egy zárt udvart ölel körbe, míg a negyedik oldalt egy vastag fal zárja le egy tekintélyes kapuzattal. A belső tér legjelentősebb részei a szalon, a kápolna és a lépcsőház. A boltozatot helyenként pompás stukkó díszítés ékesíti. A kastély az 1984-es földrengésben megsérült, mely után egy részét lezárták. A bejárat előtti teret a 19. század végén parkosították, melynek mára kis része maradt meg. A kastélytól délre kert, keletre gyümölcsös, északra gazdasági épületek találhatók.
- Milen várának romjai[4] a falutól 2 km-re északra, az Ivanscsica-hegység délkeleti részének legnyugatibb csúcsán állnak. A 430 méter tengerszint feletti magasságú  meredek és megközelíthetetlen mészkőszikla csúcsnak minden oldala élesen elválik a hegység tömegétől. A sziklatető körüli mély letörést a keleti oldalán még tovább mélyítették, melyen keresztül egy fahídon lehetett csak a várba jutni. A vár alaprajza szabálytalan téglalap, mely egy 35 méter széles és 30 méter magas területet ölel fel. A terület északkeleti részén állt a két emelet magasságú várpalota. A tágas várudvart falakkal övezték, míg a déli védőfalat utólag, egy mára félig leomlott négyzetes toronnyal erősítették meg. Keleti részén egy robusztus félkör alakú bástya állt, ahonnan a várfal ágyúkkal is jól védhető volt. Falai talán a nehéz megközelíthetőség miatt is még mindig elég jó állapotban állnak.